# راسيل وليامز (طيار)
راسيل وليامز (بالإنجليزية: Russell Williams) (و. 1963  م) هو طيار، وضابط من المملكة المتحدة، وكندا.

## التعليم
تعلم في جامعة تورنتو، وكلية كندا العليا.

## جوائز
حصل على جوائز منها:
- قائد الفنون والآداب (17 يناير 2013)[4]
- جائزة المنافسة العامة  [لغات أخرى]‏ (1946)